# Грб Бангладеша
Грб Бангладеша је званични хералдички симбол државе Народна Република Бангладеш. Грб је усвојен након независности 1971.
У средини грба се налази водени љиљан око којег се налазе струкови пиринча. Изнад љиљана се налазе четири звезде и листови чаја. Водени љиљан је национални цвет Бангладеша и симболизује многе реке што теку кроз земљу. Цели грб је жуте (златне) боје.